# Poecilasthena limnaea
Poecilasthena limnaea är en fjärilsart som beskrevs av Louis Beethoven Prout 1926. Poecilasthena limnaea ingår i släktet Poecilasthena och familjen mätare. Inga underarter finns listade i Catalogue of Life.